# ۱۲۰۸ (خورشیدی)
۱۲۰۸ هزار و دویست و هشتمین سال هجری خورشیدی است.